# 세타나정 (홋카이도 세타나군)
세타나정(일본어: 瀬棚町)은 일본 홋카이도 남서부 히야마 지청 북부에 있던 동해와 접했던 정이다.
2005년 9월 1일, 기타히야마정, 구도군 다이세이정과 신설합병해 세타나군 세타나정이 되었다.

## 역사
- 1902년 2월 19일- 세타나촌에서 히가시세타나촌 (이후 기타히야마정)이 분촌하였다.
  - 4월 1일 - 2급정촌제 시행으로, 세타나촌이 성립하였다.
- 1921년 1월 1일 - 정으로 승격해, 세타나정이 되었다.
- 2005년 9월 1일 - 기타히야마정, 구도군 다이세이정과 합병해, 세타나정이 되었다.

## 교통

### 도로
- 국도 229호선